# Hinter der Tür (2004)
Hinter der Tür ist ein Kurzfilm unter der Regie von Neco Çelik („Urban Guerillas“, „Alltag“).
Produziert wurde der Film 2004 vom Berliner Produzenten und Schauspieler Erhan Emre (36Pictures).  „Hinter der Tür“ hatte seine Kinopremiere am 30. Oktober 2004 bei den Hofer Filmtagen. Die Hauptrollen spielen Richy Müller und Jale Arıkan.
„Hinter der Tür“ handelt von einer in Berlin-Kreuzberg lebenden Türkin ohne Aufenthaltsgenehmigung, die ins Visier eines Ermittlers gerät, der so genannte illegale Ausländer aufspürt. Der Arbeitstitel des Drehbuchs lautete „Das leise Mädchen“. Die Idee zu der Story von Jens Teutsch-Majowski basiert auf einem Artikel in der Süddeutschen Zeitung von Juan Moreno auf der Berlin-Seite aus dem Jahr 1999.